# برنارد بي زيغلر
برنارد بي زيغلر هو مهندس كندي، ولد في 5 مارس 1940.